# روی ماه خداوند را ببوس
روی ماه خداوند را ببوس نام اولین و محبوب‌ترین رمان مصطفی مستور است.
رمان با موضوعی فلسفی و هستی شناسانه و در پی پاسخ دادن به پرسش‌هایی است که همیشه در جدال بین عقل و احساس مطرح می‌شوند.
نویسنده در این رمان افکار، دینی، معرفت‌شناسی، جامعه‌شناسی و… خود را با زبان شخصیت‌های داستان بیان می‌کند که بر پایه سه محور اساسی: شک، عدم قطعیت، تنهایی، بنیان نهاده‌است. شک مثل آنچه را که نباید نادیده گرفت،
دغدغه اصلی نویسنده، یعنی خدامحوری و تفکر و اندیشه ایمان و تقدس و تلاش انسان برای کشف خود و کشف معنا و خدا، در داستان است که حتماً دارای ارزش فوق‌العاده است. این رمان در حقیقت جزء آن دسته از داستانهایی است که روح دردمند یک انسان از خودبیگانه را به خویشتن خویش بازمی‌گرداند و انتظام می‌بخشد.

## انتشار
این کتاب اولین بار در سال۱۳۷۹ توسط نشر مرکز به چاپ رسید. توسط مصطفی مستور روی ماه خداوند را ببوس، بارها تجدید چاپ شده‌است.

## ترجمه‌ها
این کتاب در سال ۱۳۹۱، توسط آسیه عیسی بایوا به روسی ترجمه شد.

## جوایز
- برگزیده جشنواره قلم زرین